# CALN1
CALN1‏ (Calneuron 1) هوَ بروتين يُشَفر بواسطة جين CALN1 في الإنسان.